# Anne-Amélie de Prusse
Anne-Amélie de Prusse, née le 9 novembre 1723 à Berlin et morte le 30 mars 1787, est la plus jeune des sœurs de Frédéric II de Prusse, fille de Frédéric-Guillaume Ier de Prusse et Sophie-Dorothée de Hanovre.
Elle se fit remarquer par ses talents de compositrice allemande et par l'histoire d'amour contrariée qu'elle vécut avec le baron de Trenck.

## Biographie
Remarquée pour sa beauté, sa douceur, sa piété et ses talents de compositrice de musique classique, elle fut recherchée par l'ambassadeur de Suède comme épouse pour son roi Adolphe Frédéric de Suède. Jalouse, sa sœur aînée Louise Ulrique de Prusse lui fit remarquer qu'en acceptant ce mariage elle devrait changer de religion et Anne-Amélie s'employa à déplaire au diplomate scandinave. En revanche, la perfide Louise-Ulrique se montra fort avenante envers l'envoyé du roi de Suède, supplanta sa sœur cadette et convola en 1744.
Humiliée, Anne-Amélie rencontra pendant les festivités du mariage, un jeune officier, le baron Frédéric de Trenck dont elle s'éprit. Cette liaison ayant été découverte par le roi son frère, le jeune homme fut emprisonné mais s'évada, trouvant refuge en Autriche et en Russie. Revenu en Prusse assister aux obsèques de sa mère, il fut capturé et emprisonné. Libéré après dix ans de captivité par l'entremise de l'impératrice Marie-Thérèse, il fut expulsé des états des Hohenzollern. Il se maria et eut 14 enfants.
Pendant toutes ces années, la princesse, demeurée célibataire, l'avait fidèlement attendu œuvrant en vain mais sans cesse pour sa libération ; pour lui donner un état,  son frère la fit nommer abbesse séculière de l'abbaye de Quedlinburg,.
La princesse ne put retrouver son amant qu'après la mort du roi en 1786. Elle s'éteignit quelques semaines après leurs retrouvailles.

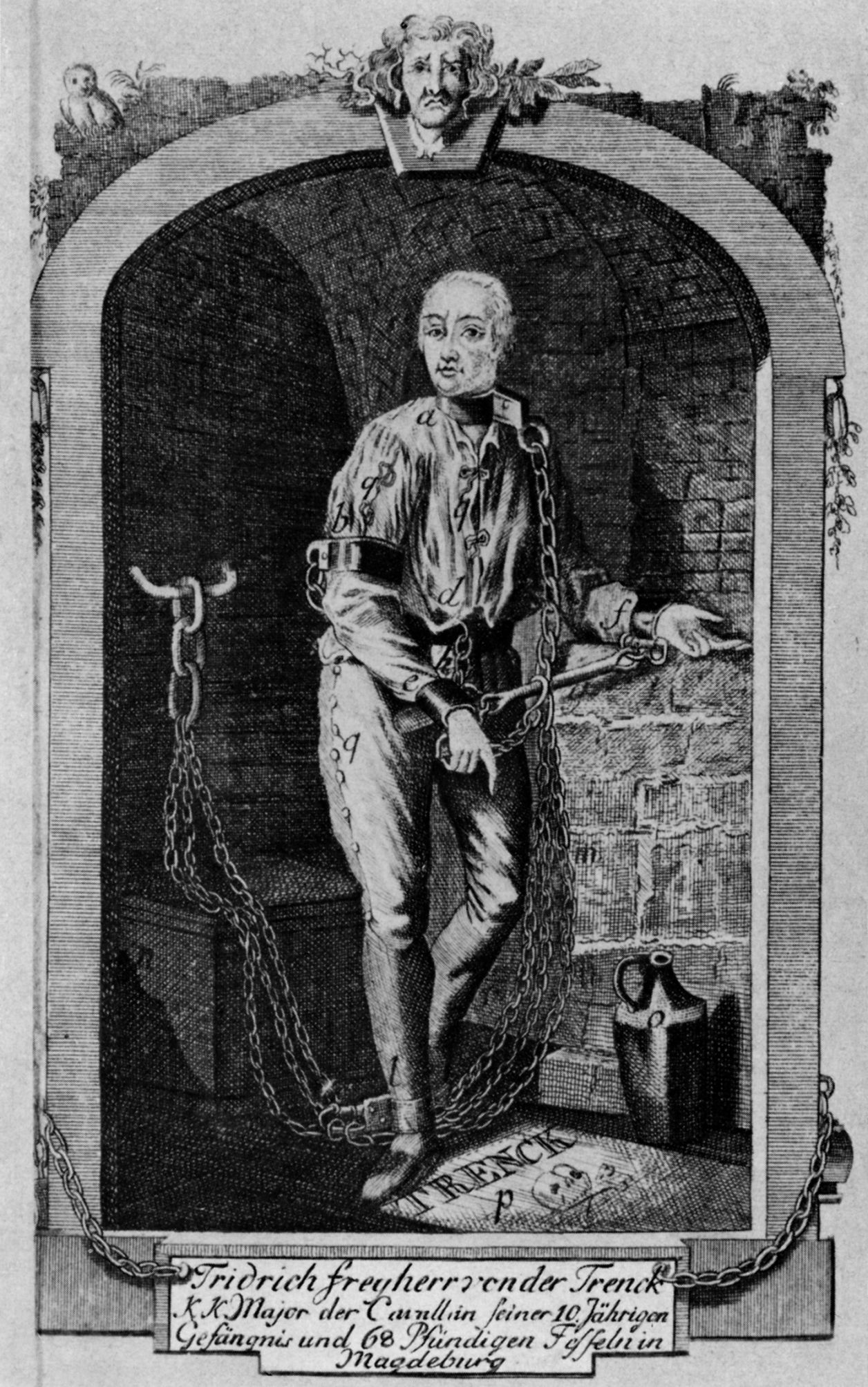
Le baron Frédéric de Trenck enchaîné.